# Ecphyas
Ecphyas es un género es un género de polilla monotípico perteneciente a la familia Geometridae. El género fue descrita por primera vez por Alfred Jefferis Turner habiendo sido descrita en 1929. Su única especie, Ecphyas holopsara, se encuentra con endemismo en Australia. El holotipo de la especie fue descrita en el monte Dale, al oeste del país.